# Zierliche Buntschrecke
Die Zierliche Buntschrecke (Poecilimon gracilis, Syn.: Poecilimon mavrovi (Karaman, 1958), Poecilimon toelgi (Ebner, 1908)) gehört innerhalb der Unterordnung der Langfühlerschrecken zur Überfamilie der Laubheuschrecken und zur Unterfamilie der Sichelschrecken.

## Merkmale
Die Zierliche Buntschrecke besitzt einen dicken Hinterleib und einen sattelförmigen, nach hinten verlängerten Halsschild. Die Unterschenkel des letzten Beinpaars tragen kleine Stacheln. Die Grundfarbe ist hellgrün. Vom Auge über den Halsschild und bis zum Hinterleib zieht sich ein helles gelblich weißes Band, das sich oft bis zum Hinterleibsende fortsetzt. Die winzigen Flügel sind hellbraun gefärbt. Der Hinterrand des Halsschildes ist dunkelrot, Fühler und Unterschenkel sind hellrot. Der Körper ist mit winzigen dunklen Punkten besetzt, die diesen dunkler erscheinen lassen. Das Weibchen erreicht eine Körperlänge von 17 bis 23 Millimetern, das Männchen wird zwischen 16 und 20 Millimeter lang.

## Lebensweise und Verbreitung
Die Zierliche Buntschrecke bewohnt feuchte, stärker bewachsene Waldlichtungen und Bergwiesen. Sie kommt von Albanien über Serbien und Montenegro, Makedonien, Bosnien und Herzegowina und Kroatien bis in die Südostalpen vor. Die Imagines treten von Juli bis August auf.